# ويليام براون (سياسي أسترالي، مواليد 1840)
ويليام براون (بالإنجليزية: William Brown)‏ هو سياسي أسترالي، ولد في 14 أغسطس 1840، وتوفي في 21 يوليو 1926. انتخب عضو مجلس نواب تسمانيا (1882 – 1889).